# Lamachus angularius
Lamachus angularius là một loài tò vò trong họ Ichneumonidae.